# Helina congoensis
Helina congoensis este o specie de muște din genul Helina, familia Muscidae, descrisă de John Otterbein Snyder în anul 1953.
Este endemică în Congo. Conform Catalogue of Life specia Helina congoensis nu are subspecii cunoscute.